# Chiapas
Chiapas ( escuchar), oficialmente Estado Libre y Soberano de Chiapas, es uno de los treinta y un estados que, junto con la Ciudad de México, conforman México. Su capital y ciudad más poblada es Tuxtla Gutiérrez. Está dividido en ciento veinticuatro municipios.
Está ubicado en la región suroeste del país, colindando al norte con Tabasco, al este y sureste con los departamentos guatemaltecos de Petén, Quiché, Huehuetenango y San Marcos, al sur con el océano Pacífico, al oeste con Oaxaca y al noroeste con Veracruz. Con 73 289 km² representa el 3.7 % del territorio nacional siendo la décima entidad federativa más grande del país por detrás de Chihuahua, Sonora, Coahuila, Durango, Oaxaca, Tamaulipas, Jalisco, Zacatecas y Baja California Sur.
Su población censada en 2020 fue de 5 543 828 habitantes que presenta el 4.4 % de la población total siendo la séptima entidad más poblada por detrás de Estado de México, Ciudad de México, Veracruz, Jalisco, Puebla y Guanajuato. Dicha población es en su mayoría rural con un 51 % a comparación de la 49 % urbana. Además de su capital ya mencionada, otras ciudades destacadas son Tapachula, San Cristóbal de las Casas y Comitán. En 2019 obtuvo un Índice de Desarrollo Humano de 0.696 —considerado medio— siendo la única entidad con dicha clasificación de IDH y la más baja del país.
Debido a su proceso histórico más adelante mencionado, su pequeña economía a comparación de otras entidades hace que únicamente aporte el 1.5 % del PIB nacional (2019). Su principal actividad económica es el comercio pero también destaca por otras actividades como la agricultura —primera entidad productora de plátano y café (2009)—, minería —segunda mayor entidad extractora de azufre (2009)— y pesquera —segunda entidad que más captura el atún (2009)—.[cita requerida]
Durante la época prehispánica se desarrollaron diversas civilizaciones en su territorio como la olmeca, maya y chiapaneca. Durante la Nueva España parte de la Capitanía General de Guatemala. Tras la consumación de la Independencia en 1821 la Capitanía General de Guatemala (Centroamérica) se unió al Primer Imperio pero se salió tras la desintegración de éste. Chiapas se separó definitivamente de la Capitanía General de Guatemala en 1824 y formó parte de los diecinueve estados fundadores siendo formalmente constituido el 14 de septiembre del mismo año como el estado diecinueve por orden de unión a la Federación. La única modificación que ha sufrido el Estado ha sido la anexión del Soconusco en 1842. A lo largo de los siglos XIX y XX se produjo y fortaleció una amplia desigualdad social causada por desinterés político, inestabilidad económica y abusos de poder contra los pueblos indígenas y comunidades rurales que provocaron un conflicto latente hasta el último cuarto del siglo XX que, con la firma del TLCAN en 1994, estalló en el levantamiento zapatista encabezado por el Ejército Zapatista de Liberación Nacional, conflicto que continúa sin resolverse hasta el momento.
En el territorio de Chiapas se encuentra uno de los treinta y cinco Patrimonios de la Humanidad existentes en México: el yacimiento arqueológico de Palenque; también cuenta con otros bienes culturales que son importantes atractivos turísticos como las ciudades prehispánicas de Yaxchilán, Bonampak, Chinkultic y Toniná.

## Toponimia
El estado fue nombrado así durante la época colonial, cuando los españoles denominaron la región, en nombre de los pueblos indígenas del actual centro del estado: los soctones. Este pueblo, de filiación y lengua otomangue, tuvo su principal centro político en Nandalumí, que fue llamada chiapan (del náhuatl: Chía-apan ‘Río de la chía’) por los mexicas, de donde deriva el nombre náhuatl de los soctones, es decir chiapanecatl. Este término fue castellanizado en plural como chiapanecas o chiapas. Los españoles combatieron contra los soctones que, según cuenta la leyenda, prefirieron arrojarse al río Grande de Chiapa desde el punto más alto del cañón del Sumidero, antes que someterse a los españoles y sus aliados. Este lugar era llamado en náhuatl Tepechiapan. De acuerdo con la traducción adoptada por el propio gobierno chiapaneco, Tepechiapan se traduce como Agua debajo del cerro (del náhuatl tepetl: cerro; chi: abajo; atl: agua, pan: río, lugar).

## Símbolos
El escudo, el himno y el día de la Anexión de Chiapas a México son símbolos representativos de la historia y la cultura de la entidad. A estos se le pueden agregar también la marimba cromática.

### Escudo

Escudo de Chiapas

El escudo de armas de Chiapas es el símbolo heráldico de la entidad. Le fue otorgado a la Ciudad Real de Chiapas (hoy San Cristóbal de las Casas), pasó a representar a la totalidad del estado cuando los poderes políticos fueron trasladados a la ciudad de San Marcos Tuxtla (hoy Tuxtla Gutiérrez).
A lo largo de su existencia, al escudo se le ha dado múltiples significados. Para lo sancristobalences representa la victoria de las tropas de Diego de Mazariegos sobre el pueblo socton, además de ser este el significado original cuando fue concedido por el rey Carlos V. Para los chiapacorzeños es el sacrificio de los soctones para evitar ser sometidos por las tropas de Mazariegos. Por otra parte para la mayoría de los chiapanecos es la unión de ambas culturas, para conformar la sociedad actual chiapaneca.

### Himno
El himno a Chiapas es el himno oficial de la entidad en cuestión. Es un poema lírico escrito, por José Emilio Grajales y musicalizado por Miguel Lara Vasallo.
Fue propuesto por el general Bernardo A. Z. Palafox, Gobernador interino del estado de Chiapas, junto con el Día de la Unión de Chiapas, el 8 de diciembre de 1913, a fin de unificar a los departamentos en los que se dividía el estado después de los terribles acontecimientos entre las ciudades de San Cristóbal de las Casas y Tuxtla Gutiérrez por la disputa de la sede de los Poderes del Estado en 1911.

### Marimba
La marimba moderna es la conocida como marimba cromática, desarrollada en el estado, a partir de la marimba diatónica local que tuvo su origen en el balafón que los africanos construyeron en las Américas, popularizándose su uso en Centroamérica.
En 1993 se construyó el parque Jardín de la Marimba, en la ciudad de Tuxtla Gutiérrez, fundado por el que fuera gobernador en aquel entonces, Elmar Setzer Marseille, con bancas, faroles, un gran quiosco central que emulaban la arquitectura colonial, el parque evocaba los primeros años del siglo XX. En él se realizan audiciones musicales con marimbas provenientes de los diferentes municipios del estado.

## Historia

### Prehistoria
Alrededor del año 10 000 a. C., se asentaron los primeros pobladores de los que se tiene registro en el estado. Estos se ubicaron en la Selva del Ocote, donde sobreviven sitios arqueológicos como la cueva de Los Glifos, la cueva de Santa Marta, la Sima de las Cotorras y la cueva de El Lazo. De igual forma, en el valle de Teopisca y Aguacatenango los estudios arqueológicos revelan un proceso de habitación que data del año 7000 a. C.
Estos pobladores emigraron del continente asiático, vivieron como nómadas y subsistieron de la caza y de la recolección de frutas y raíces.

### Preclásico
Durante este periodo, entre los años 2500 a. C. y 200 d. C., se desarrolló en el Soconusco, la cultura Izapana. Fueron los primeros humanos de la región en desarrollar la agricultura y cultivar la milpa, un tipo de sistema poli-productivo de alimentos de origen mesoamericano, lo que permitió la vida sedentaria y la creación de los primeros poblados, originando así la escritura, conocida por los arqueólogos como escritura Izapa o epiolmeca.
Surgieron las primeras células sociales en aldeas, con un jefe o cacique y se manifestaron las primeras desigualdades sociales. Formaban pequeños caseríos rudimentarios y en el centro se hallaba la casa más grande, lugar en donde residía el Cacique. Los vestigios de la cultura Mokaya se localizan en la cuenca del río Coatán, en lo que es el municipio de Mazatán. Se ha propuesto que el pueblo mokaya son los predecesores de los olmecas, la cultura madre de las civilizaciones mesoamericanas.

### Clásico

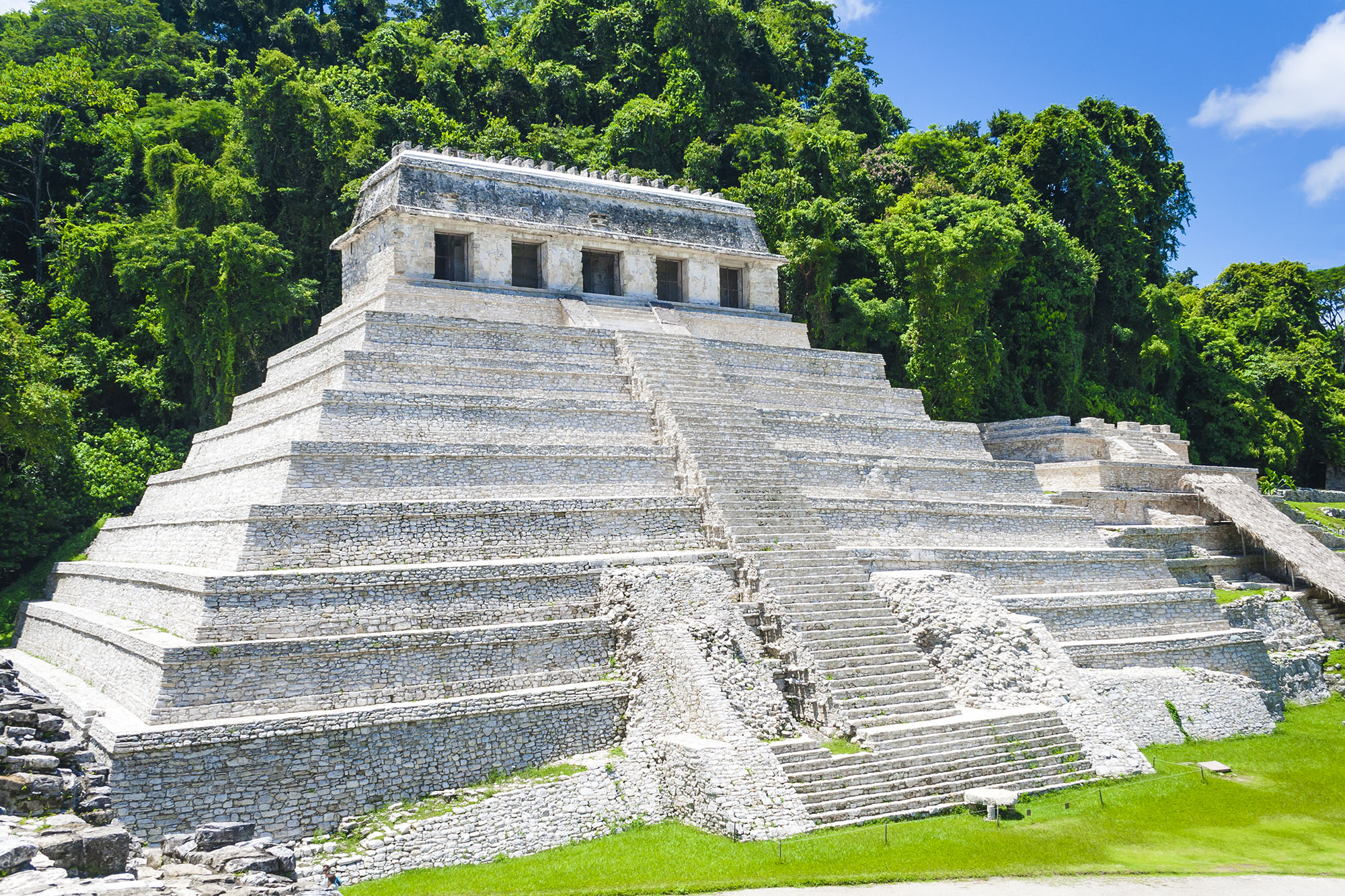
Zona arqueológica de Palenque.

En la parte baja del río Usumacinta, se asentó la cultura maya en lugares estratégicos para el comercio como las Montañas de Oriente: Yaxchilán, Bonampak, Chinkultik, Tenam Puente, Toniná, y Palenque. Esta cultura alcanzó su mayor florecimiento en los años 600 a 900 d. C. y 900 a 1200 d. C. durante el período clásico.
La población era agricultora, vivía en aldeas hechas de lodo, palos y paja. Cada ciudad maya era un señorío y funcionaba como un estado independiente, con organización propia. El señor de cada ciudad-estado Maya era a la vez el sacerdote principal y general del ejército; realizaban sacrificios humanos pidiendo a los dioses buenas cosechas y prosperidad para todos. El cargo de gobernante le pertenecía al jefe de la familia real proveniente de una dinastía hereditaria.
Las estelas y monumentos esculpidos en piedra tenían como tema la historia de su ciudad o del gran señor. Los hombres del pueblo eran, en su mayoría, agricultores, los demás se convertían en cazadores, artesanos, pescadores o comerciantes; estos últimos gozaban de privilegios de la nobleza.

### Posclásico
En el postclásico, la civilización maya en el territorio del actual Chiapas sufría como varios de los señoríos abandonos de ciudades enteras. En este periodo surgen centros poblaciones como Tenam Puente, Lagartero, Moxviquil y Chinkultik. Tras el declive de las grandes ciudades mayas en Chiapas, los sobrevivientes formaron los pueblos originarios de Chiapas de herencia mayense, entre los que destacan los pueblos tseltales, tsotsiles, q'anjobales, tojolabales, ch'oles, lacandones, chujes, k'aviles, mames, coxóhes y kaqchikeles.
Paralelo a estos, se desarrolló en el occidente el pueblo zoque, descendientes de la cultura olmeca, que ocuparon parte de la región desde el período preclásico y, por último, los soctones, llamados “chiapas” por los pueblos nahuas del centro de México. Los soctones fueron un grupo lingüístico y cultural Otomangue, que se asentaron en el centro del territorio actual, en los municipios de Chiapa de Corzo y hasta Centroamérica.
A finales del siglo XV, los mexicas (aztecas), conquistaron parte de Chiapas; los españoles se encontraron con estos pueblos al momento del inicio de la conquista. Los zoques, tseltales y tsotsiles eran naciones tributarias de los soctones, mientras que los mam's lo eran de los mexicas; por su parte los lacandones, tojolabales, ch'oles y un pequeño reducto de los mames se mantuvieron independientes de otros pueblos.

### Colonización

#### Conquista
En 1523, Pedro de Alvarado pasó por Chiapas en su camino a Guatemala, conquistando la costa y el Soconusco. Estos sucesos, dieron inicio a la conquista de Chiapas, que se extendió por casi dos décadas. Una de las expediciones más importantes fue la de Luis Marín, que avanzó de norte a sur desde la Villa del Espíritu Santo, atravesando la provincia de los Zoques. A principios de 1524, Luis Marín derrotó a los soctones. Algunos pueblos aceptaron el dominio español sin oposición, como Zinacantán, mientras que otros se resistieron, como Chamula y Huixtán.
Como parte del proceso de conquista y colonización, en Chiapas se fundaron varias ciudades que sirvieron como asentamientos para los españoles. Se establecieron gobernantes, clero, hacendados, y comerciantes que fueron llegando.

#### SiglosXVIyXVII
Desde el siglo XVI y hasta fines del XVIII, el actual territorio chiapaneco estuvo dividido en dos provincias: la Alcaldía Mayor de Chiapa y la Gobernación de Soconusco. La denominada región Sierra, que era parte del Corregimiento de Totonicapán, también forma parte del actual territorio del estado de Chiapas. Las tres eran circunscripciones del Reino de Guatemala. Este reino era administrado por la Audiencia de los Confines, un juzgado que mantuvo comunicaciones directas con el Consejo de Indias, por lo que no dependía del virreinato de la Nueva España. Mientras que la gobernación de Soconusco se subdividió informalmente en dos subregiones: el Despoblado y el Soconusco propiamente dicho, la Alcaldía Mayor se dividió en ocho de estas subdivisiones informales, que también eran llamadas partidos, a saber: Chiapa, Coronas y Chinampas, Los Zendales, Los Zoques, la Guardianía de Huitiupán, el Priorato de Chiapa, Los Llanos y el partido del Valle de Jiquipilas.
Por otra parte, el territorio chiapaneco también fue dividido siguiendo una organización religiosa. La institución de mayor jerarquía fue el obispado de Chiapas, el cual dependía del arzobispado de México. El obispado a su vez fue fraccionado en prioratos, guardianías y beneficios, mismos que eran administrados, respectivamente, por dominicos, franciscanos y seculares. Cada una de estas divisiones estuvo a cargo de la organización y cuidado de un número de parroquias, principales espacios donde se llevó a cabo la labor evangelizadora de los nativos.

#### SigloXVIII
En 1769 la Alcaldía Mayor de Chiapa se dividió en dos: la Alcaldía Mayor de Ciudad Real y la Alcaldía Mayor de Tuxtla, localizadas, precisamente, en las ciudades más importantes en la región: Ciudad Real y Tuxtla. Al implantarse el régimen de Intendencias en la Capitanía General de Guatemala en 1786, Ciudad Real, Soconusco y Tuxtla fueron fusionadas en la Intendencia de Ciudad Real de Chiapas, cuya capital era la población homónima. Fundada en 1528 por Diego de Mazariegos, y que llevó los sucesivos nombres de Villa Real, Villa Viciosa, San Cristóbal de los Llanos y Ciudad Real.
De acuerdo con la descripción del presbítero Domingo Juarros en su compendio de la Historia del Reino de Guatemala, la intendencia tenía 69 253 habitantes en 1800 y se dividía en tres partidos:
- Alcaldía Mayor de Ciudad Real con 40 277 habitantes, una ciudad (Ciudad Real con 3333 habitantes), la villa de San Fernando de Guadalupe ahora Salto de Agua y 56 pueblos de indígenas, entre ellos los de San Bartolomé de los Llanos hoy en día Venustiano Carranza (7410 habitantes), Santo Domingo Comitán (6815 habitantes), San Juan Chamula (con más de 6000 habitantes), San Juan Ocosingo (3000 habitantes), Santo Domingo Sinacantán (2000 habitantes) y Santo Domingo Palenque.
- Alcaldía Mayor de Tuxtla, con 19 983 habitantes distribuidos en 33 pueblos, entre ellos la cabecera San Marcos Tuxtla (4280 habitantes) y las ciudades de Tecpatán (2 290 habitantes) y Chiapa de Indios (1568 habitantes).
- Gobernación del Soconusco, con 9078 habitantes distribuidos en 20 pueblos, el principal de los cuales era Tapachula con 2000 habitantes. El pueblo de Santo Domingo Escuintla, que había sido cabecera del partido y antes de la gobernación de Soconusco, fue arrasado en 1794 por un ciclón que destruyó los cacaotales e hizo menguar drásticamente el vecindario y el comercio de la población.

#### Crisis agrícola
Desde finales del siglo XVII, Chiapas atravesó por una serie de crisis agrícolas, a la par de la cual se produjeron dos rebeliones (provocadas por conflictos al interior del sistema político colonial) y un motín (causado por los abusos de un cacique indígena. En el año de 1707 la alcaldía sufrió los peores efectos de esta situación. Para los pueblos que pagaban su tributo en dinero esto resultó catastrófico, pues no lograron obtener ingresos suficientes para asegurar su subsistencia, debido a la imposibilidad de reunir el monto que la administración española les exigía. El precio en el mercado de productos como el maíz, el frijol y el chile llegó a triplicarse.

#### Motín de Tuxtla
En 1693 muchos indígenas mostraron su descontento contra su gobernador indígena Pablo Hernández, quien, junto con el teniente del alcalde mayor, don Nicolás de Trejo, había embargado bienes y dinero por la fuerza. Los indígenas zoques acudieron a la Audiencia de Guatemala para pedir la destitución del gobernador, lo cual fue admitido por la Audiencia. Pero lejos de cumplirse esta orden, el alcalde mayor, Manuel de Maisterra, ordenó que se instalaran horcas y para intimidar a los inconformes. Los zoques, molestos, atacaron a pedradas al cabildo del pueblo, matando a Nicolás Trejo y a Pablo Hernández en el proceso. A mediados de junio, veintiún reos, incluyendo cinco mujeres, habían sido condenados a muerte por estos sucesos y la Audiencia había confirmado sus sentencias.

#### Rebelión de Lamadrid
En 1700 y 1701, la Corona española envió al visitador Francisco Gómez de Lamadrid a la Capitanía General de Guatemala para hacer una inspección general de su situación económica y política. Con su llegada comenzaron a emerger conflictos que lo enfrentaron a eclesiásticos, oidores y al propio presidente de la Audiencia. Esta situación desencadenó una serie de antagonismos que terminaron con la expulsión del visitador de la provincia. Cuando el presidente de la Audiencia mandó a apresar al visitador, que se refugiaba en Soconusco, este último alentó a los pueblos a que los apoyaran tomando las armas para combatir al tribunal y sus autoridades. Sin embargo, cuando se aproximaba el choque entre pueblos sublevados y el ejército de la Audiencia, el visitador huyó a Yucatán, donde pidió Asilo.

#### Rebelión Zendal de 1712
En agosto de 1712, surgió en la provincia de Los Zendales una rebelión causada por una joven indígena que aseguraba que la Virgen María se le había aparecido y dicho que "era necesario acabar con los españoles". Se enviaron convocatorias a todos los pueblos para que fueran a Cancuc, llevando las imágenes y las cruces procesionales anunciando que ya no había rey. A esta convocatoria se sumaron los pueblos de los tres partidos: Chinampas y Coronas, Zendales y Guardianía de Huitiupan.

### SigloXIX

#### Independencia y federación
Ya desde el año de 1810 se conoce correspondencia del entonces obispo de Chiapas, Ambrosio Llano, con un grupo insurgente.
En 1821, a similitud de los movimientos de independencia, Fray Matías de Córdova, en la Ciudad de Comitán, declara la independencia de la provincia de las Chiapas, lo que llevó a la independencia de Centroamérica.
Tras la independencia de Centroamérica, las provincias que la conformaban deciden unirse al Primer Imperio Mexicano. Posteriormente, y después de la abdicación del emperador Agustín de Iturbide, el desconocimiento de los Tratados de Córdoba y el Plan de Iguala, así como la proclamación de la República Mexicana, los centroamericanos, en uso de su soberanía, optaron por separarse y formar la República de Centroamérica. Solo Chiapas, que había tenido ligazón administrativa a Guatemala, permaneció sin decidir su destino. Al no tener el deseo de constituir un tercer país independiente, los chiapanecos eligieron federarse a uno de los dos países que reclamaba el territorio.
El 4 de junio de 1823 se instala la Junta General de Gobierno, después de años de lucha y de difíciles condiciones del país. A esta junta asisten 10 de los 12 partidos en que estaba dividida la provincia: Ciudad Real, Tuxtla, Llanos, Simojovel, San Andrés,  Huixtán, Palenque, Ocosingo, Tonalá, Ixtacomitán y Tapachula. Se acordó darle el nombre de Junta Provisional Gubernativa o Congreso Chiapaneco, sin ser reconocido por el gobierno mexicano, por lo que el 31 de julio, se decretó la separación de Chiapas. El gobierno mexicano cometió diversos errores en su relación con el conflicto. El más grande de estos, fue la disolución de la Junta Suprema Provisional por parte del general mexicano Vicente Filisola, acción que hizo titubear el deseo de muchos chiapanecos de unirse a México.
El 2 de octubre de 1823, después de diversas tropelías en contra de la población de la provincia, en especial de Tuxtla, por parte del ejército mexicano, a cargo del oficial Francisco Miranda, se promulga en la ciudad de Comitán el Plan de Chiapas Libre. En este se declaraba, entre otras cosas, la independencia formal de la República Mexicana, de la República de las Provincias del Centroamérica y de cualquier otra nación, la restauración de la Junta Suprema Chiapaneca y la amnistía general en materia de opiniones políticas.
En 1824, la Junta Suprema convocó a un plebiscito para decidir, nuevamente, el camino que tomaría el pueblo chiapaneco. En este se decidiría si Chiapas se debería anexar a México, a Centroamérica o si debía convertirse en una nación independiente. La propuesta fue aceptada por los gobiernos centroamericano y mexicano. El 12 de septiembre, se firmó el Acta de Adhesión de Chiapas a la Federación Mexicana. El 14 de septiembre, en el salón de sesiones de la Soberana Junta, se realizó la solemne declaración con la asistencia del cabildo secular y eclesiástico, empleados públicos, comunidades religiosas, clero secular y vecindario decente. La incorporación a México se hizo efectiva, con respecto a los partidos de Ciudad Real y Tuxtla el 14 de septiembre de 1824, mientras que el Soconusco quedó en una situación indefinida hasta 1842, año en que México lo anexó a pesar de las protestas desde Guatemala. La disputa limítrofe se prolongó hasta 1882, cuando se definió la actual frontera mediante el Tratado Herrera-Mariscal.

#### Guerra civil chiapaneca
Durante el siglo XIX hubo grandes altercados por la ubicación de la sede del poder político; por un lado la ciudad de San Cristóbal reclamaba el derecho al ser la capital histórica, por el otro estaba Tuxtla Gutiérrez, que al encontrarse mejor ubicada al centro del territorio era una mejor opción como capital. Esto llevó al estado a una guerra civil entre sancristobalenses y tuxtlecos.
El conflicto fue resuelto cuando en 1892 el gobernador José Emilio Rabasa Estebanell transfirió los poderes a la ciudad de Tuxtla Gutiérrez. En 1911, importantes finqueros y hacendados de San Cristóbal en alianza con los indígenas de Los Altos de Chiapas, organizaron una nueva insurrección contra Tuxtla Gutiérrez, que duró dos meses, para recuperar los poderes de la capital, los distintos municipios tomaron bandos, Comitán del lado tuxtleco y Chiapa de Corzo del sancristobalense.

### SigloXX

#### Contrarrevolución chiapaneca
Durante la segunda mitad de la década de 1910, se unieron distintos grupos, desde finqueros tanto tuxtlecos como sancristobalenses, hasta grupos indígenas, campesinos, peones, etc., en contra del ejército constitucional carrancista y las reformas que llevaba a cabo. A este movimiento se le conoció como Movimiento Armado Mapachista, o Ejército Mapache por su modo de asalto a las tropas carrancistas haciéndolo siempre durante la noche. Junto a este también lucharon las tropas del Rafael Cal y Mayor, conocido como el estudiante chiapaneco, que eran una división del ejército zapatista enviadas por el mismo Emiliano Zapata para combatir a los carrancistas en Chiapas.
Las fuerzas carrancistas, en sus inicios, representaron para muchos chiapanecos proletariados la oportunidad de liberarse del yugo terrateniente. Sin embargo, los carrancistas no lograron sostener esas esperanzas debido a numerosos actos de vandalismo cometidos por soldados carrancistas, situaciones de las que los mapachistas supieron sacar ventaja en contra de la popularidad carrancista. A la postre, los mapachistas no lograron ganar la revolución local; fueron factores nacionales los que provocaron la retirada carrancista. La derrota militar de Carranza a manos de Obregón fue el factor decisivo para la retirada carrancista de Chiapas.
Al finalizar la Revolución los terratenientes chiapanecos suscribieron un pacto de gobernabilidad con el nuevo gobierno mexicano a cambio de que se mantuvieran sus privilegios. De este modo las reformas implementadas por los gobiernos posrevolucionarios tuvieron un impacto mucho menor en Chiapas.
En realidad, ninguno de estos dos bandos -hasta sus ramificaciones actuales- ha logrado atender las añejas demandas de desarrollo y bienestar social del estado de Chiapas. Los gobiernos emanados del movimiento mapachista, aunque regionalistas, orgullosos de su origen e identificados con los valores locales, han pugnado desde entonces por la conservación y reproducción del orden post-colonial, oponiendo resistencia a una redistribución de la riqueza. Los gobiernos derivados del carrancismo han sido poco efectivos para cerrar la brecha de desarrollo entre Chiapas y el resto del país, preocupándose más bien por ser la cuña de la federación dentro de los grupos de poder local.

#### Levantamiento zapatista

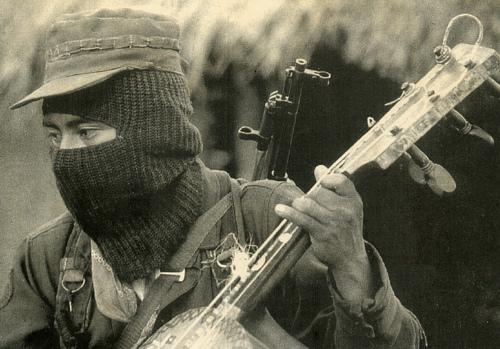
Insurgente zapatista.

El 1 de enero de 1994, un grupo armado, autodenominado Ejército Zapatista de Liberación Nacional, y auto-adscrito de naturaleza Indígena, ocupó varias cabeceras municipales, Margaritas, Comitán, Ocosingo, Altamirano, Oxchuc, Chanal, San Cristóbal de las Casas, entre otros, ya que ese día entraba en vigor el Tratado de Libre Comercio de América del Norte, durante el gobierno de Carlos Salinas de Gortari, cuestionando de esta manera al sistema político mexicano sobre sus promesas y procesos de modernidad. Su objetivo era el derrocamiento del presidente elegido y el establecimiento de una democracia participativa. Tras la represión militar que recibió, se decidió emprender una actividad política, manteniendo un carácter de izquierda radical. Su mando es nombrado Comité Clandestino Revolucionario Indígena-Comandancia General (CCRI-CG) del EZLN.

## Geografía

### Límites
| Noroeste: Veracruz México | Norte: Tabasco México | Nordeste: Tabasco México                                    |
| Oeste: Oaxaca México      |                       | Este: Petén Guatemala                                       |
| Suroeste: Océano Pacífico | Sur: Océano Pacífico  | Sureste: Petén, Quiché, Huehuetenango, San Marcos Guatemala |

El territorio chiapaneco presenta una morfología muy compleja, formada por extensas zonas montañosas. La sierra Madre de Chiapas que se dirige a Oaxaca al norte y Guatemala al sur, El Bloque o Macizo Central que se dirigen hacia Veracruz y Tabasco al norte y hacia Guatemala al sur. Así como grandes llanuras, que incluyen la Llanura Costera del Pacífico y las Llanuras Aluviales del Norte. Por este motivo, Chiapas presenta una gran diversidad climática y biológica. Algunas zonas de su territorio han sido declaradas reservas de la biosfera por albergar a varias especies animales y vegetales, muchas de ellas son endémicas del lugar.
Chiapas se divide en 124 municipios que se agrupan en siete regiones fisiográficas:
- Llanura costera del Pacífico
- Sierra Madre de Chiapas
- Arco Volcánico Centroamericano
- Depresión central
- Bloque central
- Montañas del Norte
- Montañas del Oriente
- Llanuras aluviales del Norte.

### Clima
En su clima presenta dos grandes regímenes climáticos: el cálido húmedo en zonas bajas, valles y mesetas de altura media y el templado húmedo en sierras altas y mesetas montañosas, principalmente en la sierra Madre y el macizo montañoso de Los Altos.
El ciclo climático incluye dos temporadas anuales principales, la temporada de lluvias (mayo-octubre) y la temporada seca (noviembre-abril). Las precipitaciones varían entre los 25 mm y los 700 mm en la temporada seca y los 700 mm y algo más de 3000 mm en la lluviosa. La depresión central y el litoral son las zonas de menor precipitación (25–1000 mm) en contraste con las regiones fronteriza y selvática, con lluvias más abundantes en ambas temporadas.
Las zonas montañosas desempeñan un papel importante, ya que por su disposición con respecto a la circulación de los vientos provenientes de los océanos funcionan como cortinas meteorológicas, que retienen la humedad y propician la existencia de asociaciones vegetales de distribución muy restringida, como la selva de niebla en la sierra Madre.
En la depresión central la temperatura máxima varía entre los 15 °C y 24 °C (noviembre-enero) y de 30 °C a 38 °C (mayo-julio). Las altas temperaturas, abundantes lluvias y régimen hídrico bastante estable explica la existencia de bosques tropicales en Chiapas.

### Hidrografía

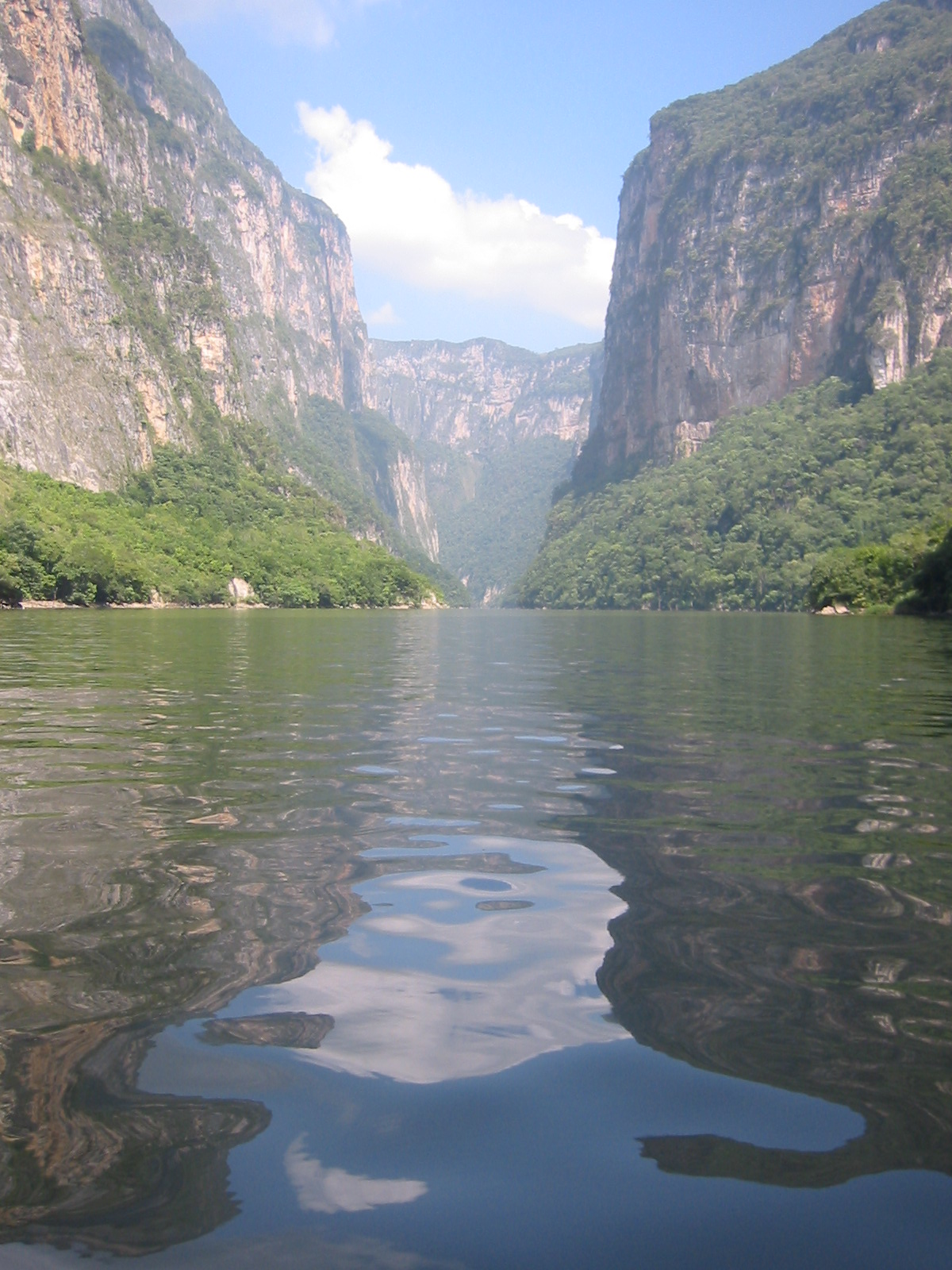
Cañón del Sumidero, en el río Grijalva

La región está conformada por diez cuencas hidrográficas divididas en doce subcuencas. Los principales ríos son el Usumacinta (1045 km²) y el Grijalva (832 km²).
Otros ríos importantes, todos de la cuenca del Usumacinta, son: Lacantún (y sus afluentes, Negro, Azul, Tzenles, y San Pedro), Perlas, Jataté, Chacamax y Euseba.

### Flora y fauna
El estado de Chiapas es uno de los más biodiversos del país. Junto a la frontera con Guatemala se localiza la Selva Lacandona, que en su casi millón de ha de superficie alberga el 20 % de las especies mexicanas. En el estado se encuentran cerca de 3000 especies de plantas, entre ellas cacahuate, caoba, cedro rojo, ceiba, ciprés, encino, fresno, guácimo, guapaque, laurel, mangle, mezquite, pastizales, pino, quebracho y volador.
Existe una gran variedad de vida animal, en especial aves y reptiles. Hay aves acuáticas, boas, cocodrilos (incluyendo el cocodrilo de pantano, especie endémica), jabalíes, leoncillos, monos, puercoespines, sarahuatos, tepezcuintles, tlacuaches, tortugas, venados cola blanca, tucanes de cuello amarillo y el jaguar que es el felino más grande de América y el tercero en el mundo.
| Flora y fauna de Chiapas |               |               |           |             |
|                          |               |               |           |             |
| Tepezcuintle             | Mono aullador | Tortuga carey | Quetzal   | Tapir       |
|                          |               |               |           |             |
| Jaguar                   | Tucán         | Coyámel       | Ocelote   | Mazacoate   |
|                          |               |               |           |             |
| Pochote                  | Oyamel        | Cedro         | Dysoxylum | Palo mulato |

### Ecosistemas

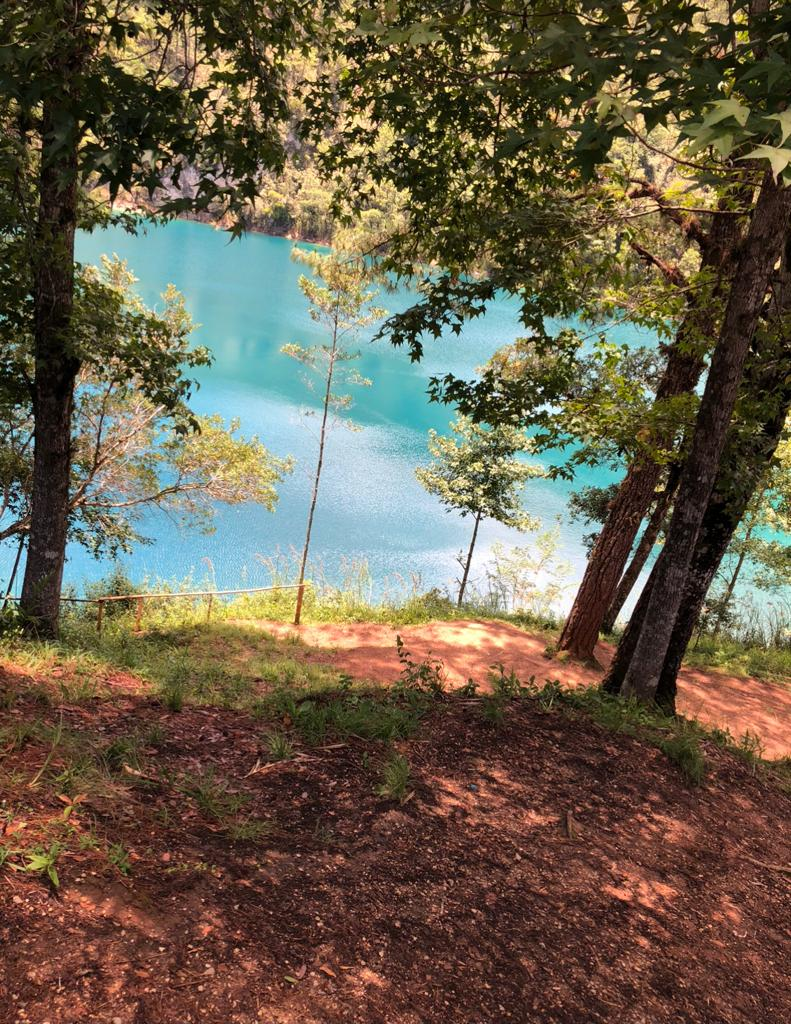
Parque nacional Lagunas de Montebello

El ambiente natural en Chiapas es muy diverso debido a tres factores principales: su accidentada topografía, su consecuente diversidad climática y el ser punto de convergencia de dos regiones biogeográficas: (la región neartica y la región neotropical).
El territorio chiapaneco es una enorme placa de roca caliza fragmentada en diferentes puntos, fallada y plegada, por lo que su topografía es compleja. Su fisonomía la determinan dos grandes cadenas montañosas que la recorren con orientación noroeste-sureste. La primera de esas cadenas, la sierra Madre de Chiapas, corre casi paralela a la costa del océano Pacífico e incrementa su altitud desde los 1000 m sobre el nivel del mar en los límites con Oaxaca hasta más de 2000 m en la frontera con Guatemala. La otra cadena montañosa, Altiplanicie Central (conocida como Macizo Central o Los Altos de Chiapas), se desplaza por la parte central del estado. Proviene de Guatemala (sierra de los Cuchumatanes) y desde ahí penetra en territorio mexicano, alcanzando sus máximas altitudes cerca de San Cristóbal de las Casas.

Selva Lacandona (Chiapas).

Las zonas elevadas de la sierra y de los Altos difieren mucho de las dos ecosistemas mencionadas. Debido a su altitud, atrapan el remanente de humedad que no se depositó en sus vertientes, por lo que tienen una estacionalidad marcada y característica. Sus inviernos son secos y muy fríos (con temperaturas por debajo de los 0 °C), mientras que los veranos tienden a ser templados y muy húmedos (7 u 8 meses de lluvia). La vegetación de estas regiones se ve dominada por bosques de coníferas (pino) en combinación con árboles de hoja ancha (encinos). Ambas cadenas cuentan con una de las cubiertas vegetales más hermosas del estado: el bosque nuboso. Aunque estos bosques casi han desaparecido de los Altos, en la sierra Madre está la Reserva de la biosfera "El Triunfo", con más de 100 000 hectáreas de bosque nuboso. La extracción de madera y las actividades agropecuarias (cultivo de maíz y cría de ganado bovino) conlleva el lustre de la vegetación natural.

## Demografía
Según los datos que arrojó el Censo de Población y Vivienda realizado por el Instituto Nacional de Estadística y Geografía (INEGI) el 12 de junio de 2010, el estado de Chiapas tiene una población total de 4 796 580 personas.
De dicha cifra: 2 352 807 eran hombres y 2 443 773 eran mujeres. La tasa de crecimiento anual para la entidad durante el período 2005-2010 fue del 2.2 %. En Chiapas sobreviven los pueblos Tseltal, Tsotsil, Ch´ol, Tojol-ab´al, Zoque, Chuj, Kanjobal, Mam, Jacalteco, Mochó, Cakchiquel y Lacandón (Maya Caribe), es decir, 12 de los 62 pueblos indígenas reconocidos oficialmente en México.

## Política
Para el ejercicio del Poder Político, Chiapas está incorporado a México bajo el régimen Federal, siendo autónomo en cuanto a su régimen interno. En la Constitución Política del estado de Chiapas se tiene adoptado un sistema republicano y Democrático representativo, así como una división del ejercicio del Poder principalmente en tres funciones: Ejecutiva, Legislativa y Judicial.

### Poder Ejecutivo
El Poder Ejecutivo del estado de Chiapas  se deposita para su ejercicio en un individuo electo democráticamente, a quien se denomina gobernador o gobernadora del Estado de Chiapas.
Para el despacho de los asuntos administrativos del Estado de Chiapas y la preservación del orden constitucional, el Poder Ejecutivo cuenta con las Dependencias y entidades de la Administración Pública que establezcan las leyes, o los decretos y acuerdos que, conforme a ellas, expida el propio Poder Ejecutivo o Legislativo; a su vez, tiene bajo su mando a los cuerpos de Seguridad Pública del estado de Chiapas.
La Administración Pública centralizada que se encuentra bajo mando del Poder Ejecutivo, se encuentra reglamentada en la Ley Orgánica de la Administración Pública del estado de Chiapas.
Actualmente, Rutilio Escandón Cadenas es el gobernador del estado de Chiapas. Fue electo en las elecciones de julio de 2018, para el periodo 2018 - 2024.

### Poder Legislativo
El Poder Legislativo del estado de Chiapas se deposita en el Congreso del Estado de Chiapas. Este parlamento unicameral se encuentra integrado por 40 diputados que duran tres años en su encargo; de los cuales, 24 son elegidos por mayoría relativa y 16 mediante el principio de representación proporcional.

### Poder Judicial
El Poder Judicial del estado de Chiapas, esta constitucionalmente encargado de la impartición de justicia e interpretación de las normas locales. Funda su actuación en los más altos principios que rigen la conducta de los juzgadores: honestidad, objetividad, imparcialidad, independencia, profesionalismo, y transparencia, principios que permiten el ejercicio adecuado de las atribuciones de cada uno de los órganos jurisdiccionales y administrativos que lo conforman.
El Poder Judicial ejerce sus atribuciones de manera independiente respecto de los otros poderes públicos y órganos del Estado, con los cuales, mantiene relaciones de coordinación en los términos del artículo 14 de la Constitución Política del Estado. Los magistrados y jueces gozan de plena autonomía e independencia en sus determinaciones y ejercen su función sin más sujeción que a las leyes, la equidad y los Principios Generales de Derecho.
Para el ejercicio de sus atribuciones, el Poder Judicial del estado de Chiapas se deposita en:
- Un Tribunal Superior de Justicia.
- Un Consejo de la Judicatura.
- Un Tribunal Administrativo.

### Nivel Federal

#### Poder Legislativo Federal
En México, el Poder Legislativo se deposita en el Congreso de la Unión, parlamento bicameral conformado por una Cámara Alta (Cámara de senadores) integrada por 128 senadores y, una Cámara Baja (Cámara de Diputados) integrada por 500 diputados federales. Chiapas tiene representación en ambas cámaras.
En la Cámara de Senadores, el estado de Chiapas se encuentra representado por 3 senadores; de los cuales, 2 son electos por mayoría relativa, mientras que 1 es asignado a la primera minoría.
| Senador                        | Partido              | Asignación       |
| ------------------------------ | -------------------- | ---------------- |
| Óscar Eduardo Ramírez Aguilar  | MORENA               | Mayoría Relativa |
| Sasil Dora Luz de León Villard | PES                  | Mayoría Relativa |
| Noé Fernando Castañón Ramírez  | Movimiento Ciudadano | Primera Minoría  |

En la Cámara de Diputados, los ciudadanos chiapanecos se encuentran representados por 18 diputados federales; de los cuales, 13 fueron elegidos por mayoría relativa y representan al distrito federal por el cual fueron electos, mientras que 5 fueron asignados mediante el principio de representación proporcional y no representan a un distrito en particular.
| Distrito | Cabecera                   | Diputado/a                         | Partido Político |
| -------- | -------------------------- | ---------------------------------- | ---------------- |
| I        | Palenque                   | Manuela del Carmen Obrador Narváez | MORENA           |
| II       | Bochil                     | Alfredo Antonio Gordillo Moreno    | MORENA           |
| III      | Ocosingo                   | Alfredo Vázquez Vázquez            | MORENA           |
| IV       | Pichucalco                 | Roque Luis Rabelo Velasco          | MORENA           |
| V        | San Cristóbal de las Casas | Clementina Marte Dekker Gómez      | PT               |
| VI       | Tuxtla Gutiérrez Poniente  | Raúl Eduardo Bonifaz Moedano       | MORENA           |
| VII      | Tonalá                     | Miguel Prado de los Santos         | MORENA           |
| VIII     | Comitán de Domínguez       | María Roselia Jiménez Pérez        | PT               |
| IX       | Tuxtla Gutiérrez Oriente   | Leticia Arlett Aguilar Molina      | MORENA           |
| X        | Villaflores                | Juan Enrique Farrera Esponda       | MORENA           |
| XI       | Las Margaritas             | Roberto Antonio Rubio Montejo      | PVEM             |
| XII      | Tapachula de Córdova       | José Luis Elorza Flores            | MORENA           |
| XIII     | Huehuetán                  | Maricruz Roblero Gordillo          | PT               |

| Diputado/a                             | Partido Político |
| -------------------------------------- | ---------------- |
| Emeteria Claudia Martínez Aguilar      | MORENA           |
| José Ángel Sibaja Mendoza              | MORENA           |
| Marco Antonio Andrade Zavala           | MORENA           |
| Patricia del Carmen De la Cruz Delucio | MORENA           |
| Carlos Alberto Morales Vázquez         | Independiente    |

#### Poder Judicial Federal
El  estado de Chiapas es la sede el Vigésimo Circuito del Poder Judicial de la Federación, dicho Circuito Judicial está integrado por:
- 4 Tribunales Colegiados de Circuito.
- 2 Tribunales Unitarios de Circuito.
- 13 Juzgados de Distrito.
- 2 Centros de Justicia Penal Federal.

## Cultura

### Lingüística

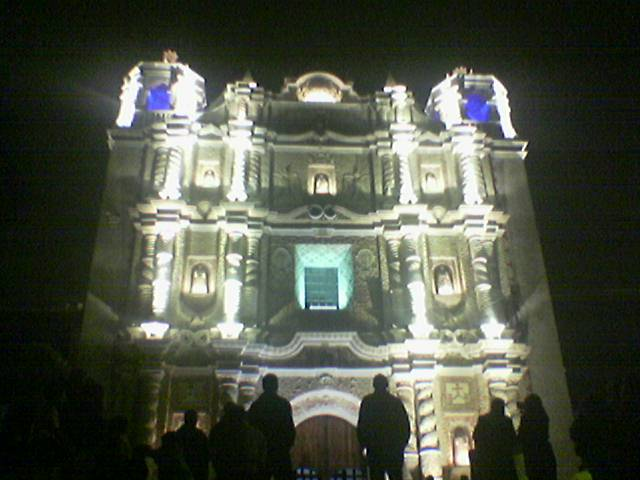
Vista nocturna de la iglesia de Santo Domingo en San Cristóbal de Las Casas

El idioma predominante es el idioma español. En la región de la frailesca se habla el dialecto fraylescano. En Chiapas además se hablan idiomas originarios del continente americano, provenientes de dos familias lingüísticas, la mayense y la mixe-zoquenas.
Las lenguas habladas de la familia lingüística maya son chol, tojolabal, tseltal, tsotsil, quiché, mam, lacandón, chuj y q'anjob'al.

La lengua de origen mixezoqueano llamada zoque está emparentada con las lenguas mixe y popoluca de Oaxaca y de Veracruz, y se supone heredera directa de la lengua que hablaban los pueblos que crearon el estilo artístico Olmeca, una de las primeras culturas del continente americano. 

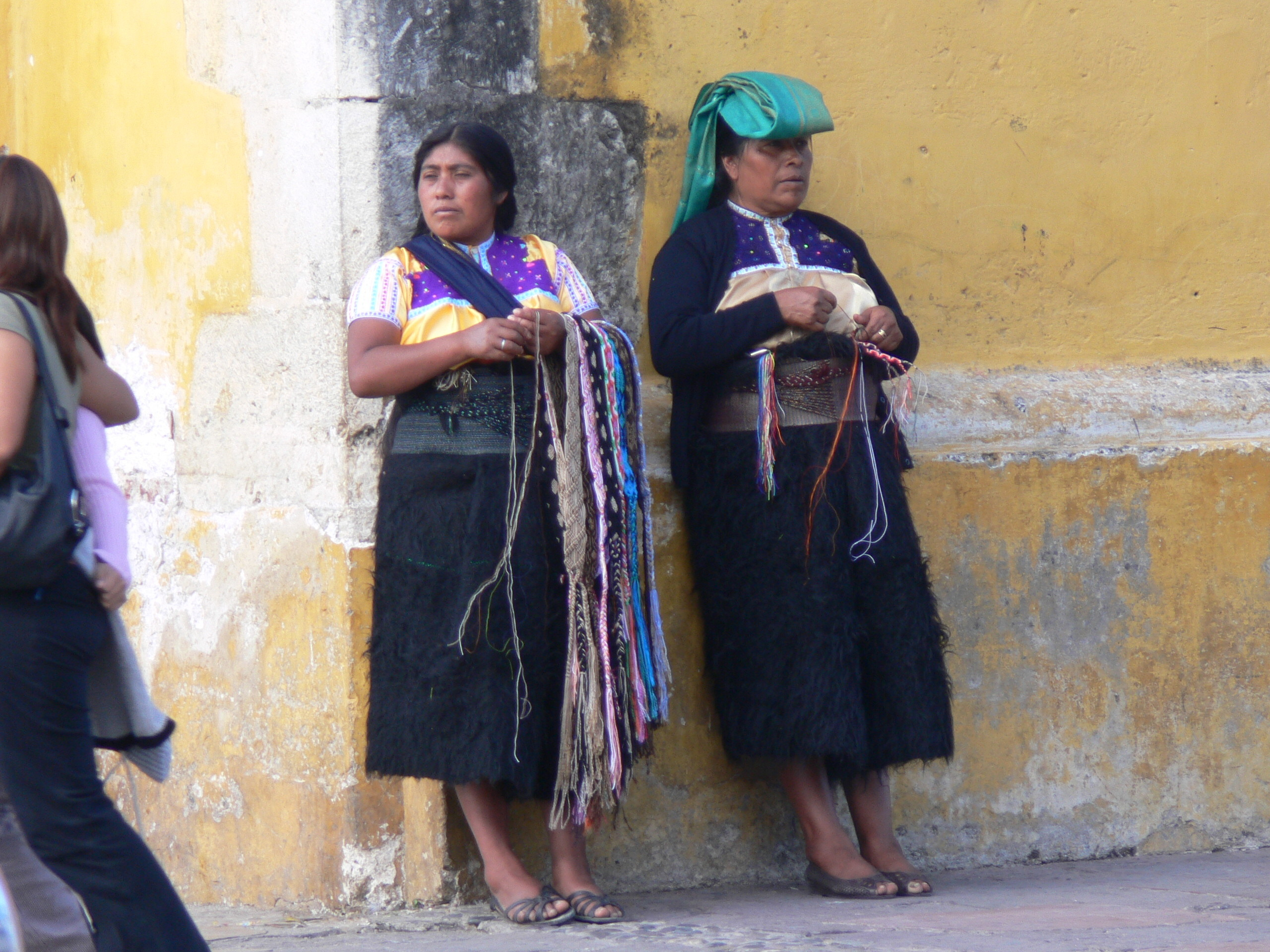
Mujeres tsotsiles de San Cristóbal de las Casas

Los atuendos varían según cada grupo; por ejemplo, hacia Ocosingo las mujeres visten una blusa de escote redondo bordada de flores y una blonda de tul recamada; su falda o enredo es negra y va decorada con listones de colores.
En cuanto a otras artesanías, en Amatenango del Valle y en Aguacatenango hacen el milenario cántaro de tres asas con el que las serranas transportan el agua, además de utensilios y figurillas de animales (jaguares, palomas, tecolotes, gallinas) de barro. Destacan asimismo la orfebrería en oro y plata y las maravillosas piezas de ámbar. En San Cristóbal encontramos joyas de jade, lapislázuli, coral, cristal de roca y perlas de río, además de los excelentes trabajos de herrería en las casas y en las famosas Cruces de Pasión, símbolo de la ciudad.

### Gastronomía
La gastronomía en el estado de Chiapas cambia según la región; existiendo platillos comunes, como los tamales de elote y los de chipilín, plátanos machos rebanados y fritos, acompañados con crema y queso; así también del café, y el chocolate.
En la zona del Palenque y Agua Azul, existe un platillo elaborado con castaños, los cuales son similares a los que se dan en los climas europeos, su fruto cocido en sal es vendido a orilla de la carretera. En Ocosingo es tradicional y conocido por su calidad el queso.
En la zona de los Altos, en específico en San Cristóbal encontramos una cocina mestiza, con gran influencia española, en la que es frecuente el uso del azafrán, de los jamones tanto crudos como cocidos, lo mismo que de la chanfaina y de un sinnúmero de panes recién horneados, así como los quesos rellenos, las chalupas coletas y toda clase de dulces, postres, aguardientes y mistelas que por su alto valor calórico ayudan a soportar los fríos de la región. En la plaza central de Chiapa de Corzo hay puestos en los que sirven pozol fresco, tascalate, y huevos chimbos. En Comitán hay también riquísimos platillos, como el cochito comiteco, el reconfortante cocido, los tamales de azafrán, los panes compuestos, las ciruelas pasas prensadas o los increíbles animalitos de yema.
Mientras que en la zona de Tonalá y Puerto Arista, en donde podemos degustar los huevos a la chiapaneca, la omelette de camarones o las regias empanadas de cazón. Pijijiapan cuenta con sus famosos quesos doble crema o de hebra; en el Soconusco, cuenta con una gran variedad de platillos que incluyen cultivos locales como el cacao, café, plátano, copra, aguacate, nanche, camote, mango Ataúlfo, nueces de la India y arroz; y donde se capturan toda clase de peces, como el róbalo, el pargo, la lisa y el cazón, y mariscos como el camarón.
En el Soconusco encontramos platillos, desde los orientales de Huixtla y Tapachula, debido a la gran inmigración de chinos a principios del siglo pasado, hasta pescados y camarones cocinados en cientos de formas diferentes, algunos de ellos aderezados con hierbasanta, y otros a base de chipilín, como el chipilín con camarón y bolita, o jugosas carnes casi siempre acompañadas con verduras tales como el chayote, la zanahoria y el repollo, y originales postres, como la papaya verde en miel.

## Economía
Las actividades económicas más destacadas son el turismo nacional e internacional, y en el ramo agropecuario la producción de café, miel, cacao, hortalizas, chile, plátano, mango, jamaica, coco, chocolate y azúcar de caña.
Destaca también la producción artesanal como la elaboración de joyas a base de ámbar, de los municipios de El Bosque y Simojovel de Allende, los trabajos en madera y barro, la laca y la talabartería tradicional.

### Ámbar

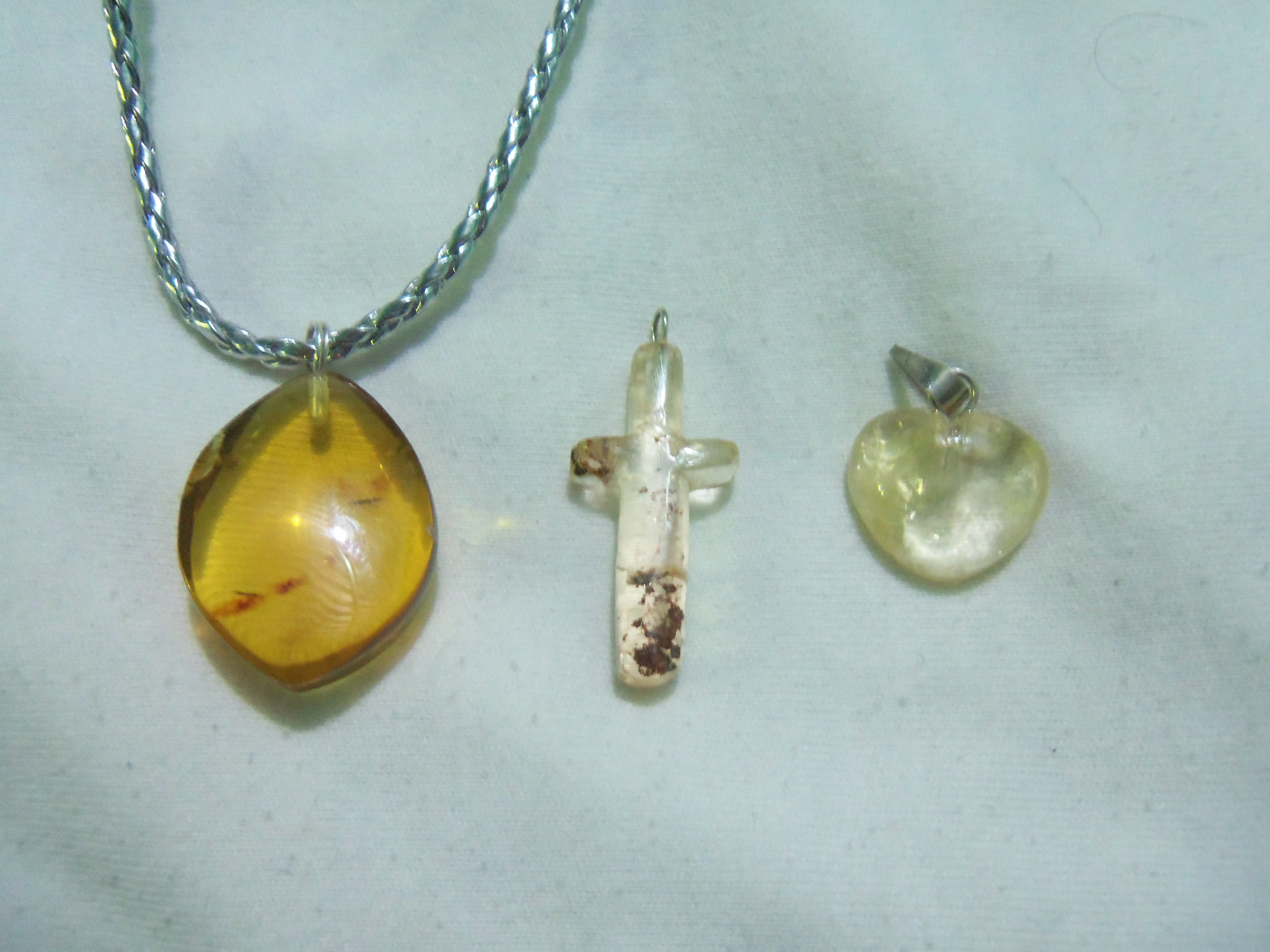
Ámbar de Chiapas.

El ámbar es una piedra preciosa que se extrae del estado de Chiapas, en la región VII de los Bosques, es reconocido por su calidad y dureza a nivel internacional, se extrae en distintas tonalidades, distinguiéndose por un color rojizo, conocido como "Rojo Chiapaneco", y por el Ámbar Blanco, menos común que el primero. La extracción y el trabajo se realiza de manera artesanal. Existe un Museo del Ámbar en la ciudad de San Cristóbal de las Casas y otro en Simojovel de Allende, en la zona norte del estado, dicho museo expone las mejores piezas de la región.
Es la denominación que se le otorga al ámbar que es producido en Chiapas en los términos y condiciones que se fijan en la norma oficial mexicana (NOM-152-SCFI-2003) publicado en el Diario Oficial de la Federación, el 25 de agosto de 2003, con la finalidad de dar sustento a dicha denominación de origen del ámbar de Chiapas en los términos de la Ley de Propiedad Industrial. En ella se establecen las especificaciones que debe cumplir el ámbar en Chiapas, durante su extracción y transformación.

### Minería
Entre 2002 y marzo de 2005 el Gobierno Federal Mexicano otorgó 50 concesiones para la exploración y otras tres para explotación minera en Chiapas, donde hace pocos años esta industria ha comenzado a desarrollarse, por un total de 357 443,87 ha.
El estado de Chiapas ha recibido poca atención por parte de las empresas mineras, y menos aún por las compañías de exploración con fondos de la bolsa de valores. Una razón de esto es que ha habido pocas minas en Chiapas, y solo hay unas pocas zonas que se pueden considerar como distritos mineros. Otra razón importante es la percepción de que realizar inversiones mineras en Chiapas es de alto riesgo, por lo lentas y difíciles que pueden ser las negociaciones para tener acceso al terreno. Este es un círculo vicioso difícil de romper, en el que no se desarrollan minas porque no hay cultura minera, y no hay cultura minera porque no hay minas.
Chiapas cuenta con depósitos tipo pórfido de cobre (Cu-Mo), con skarns (Au-Cu-Fe), con depósitos epitermales de baja y alta sulfuración (Au-Ag, Pb-Zn), de tipo Misisipi valley (Pb-Zn) y hasta de oro tipo orogénico (Au). Hay evidencias de cobre en rocas sedimentarias (Cu), prospectos evaluados por aluminio en lateritas (Al)y arenas negras con hierro y titanio (Fe-Ti).
La principal actividad es la minería de oro, dos empresas transnacionales canadienses concentran concesiones para explorar 284 942 ha.

### Café
La mayor parte de los productores son ejidatarios (muchos de ellos pertenecientes a etnias indígenas) que siembran el café en superficies menores a las dos hectáreas, lo cual refleja que se trata de un cultivo de interés social. El censo cafetalero de 1992 indicó que la superficie sembrada con café es de 228 254 ha, que representan el 30 % nacional, siendo cultivadas por 73 742 productores, que en el ámbito nacional constituyen el 26 %. En el ciclo cafetalero 1998-1999, en el estado se produjeron 1 551 180 sacos de 60 kg de grano, es decir, casi el 33 % de todo lo producido en el país. Más del 80 % de este café se exporta a Estados Unidos, siendo Chiapas el principal productor nacional de café orgánico, lo cual sitúa a México como el primer productor mundial de este tipo especializado, que en el mercado internacional en el ciclo 98-99 tuvo un sobreprecio del 30 %.
Así, la derrama económica y los beneficios sociales que produce el café en Chiapas son de la mayor envergadura, tanto por la captación de divisas que se obtienen a partir de las exportaciones, como por los miles de empleos que se generan con su cultivo, procesamiento y comercialización. La producción orgánica del café chiapaneco otorga identidad cultural y reconocimiento mundial. La generación de recursos económicos representa un porcentaje importante para el estado y una pequeña parte a nivel nacional ya que es un proceso recursivo, si da identidad se produce, si se produce genera ganancias.

## Turismo

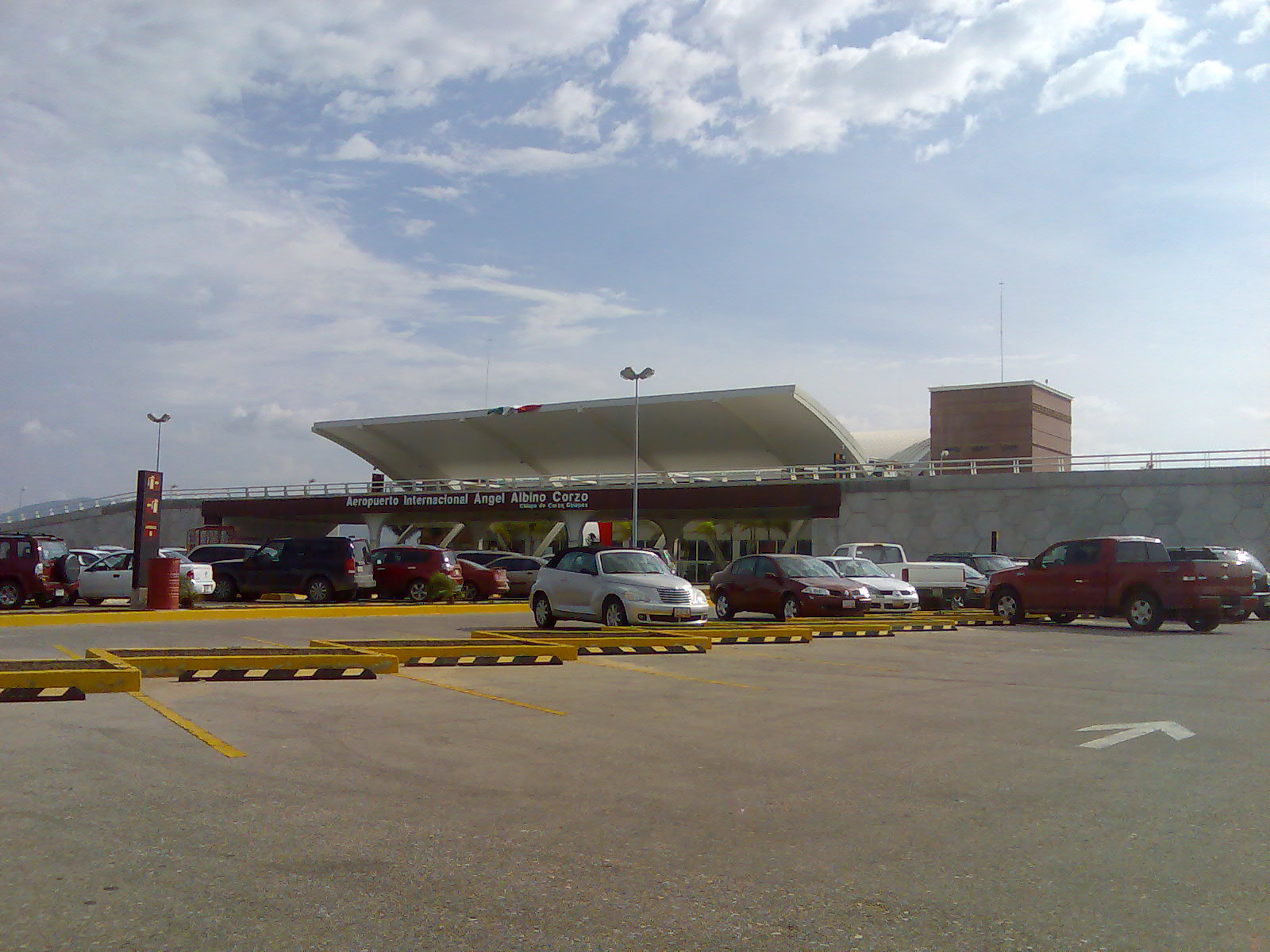
Aeropuerto Internacional de Tuxtla, en Chiapa de Corzo.

El turismo en Chiapas es una de las actividades económicas prioritarias. Las nuevas tendencias mundiales han privilegiado la naturaleza y la cultura como objetivos de descanso y recreación, lo que le ha permitido a Chiapas explotar estos dos elementos de los cuales es muy rico. El estado tiene la característica de tener una amplia variedad de oferta turística. Cuenta con una costa que ofrece amplias playas, esteros y manglares. La zona central presenta zonas boscosas y poblados rurales que conservan las tradiciones prehispánicas, así como hermosas formaciones naturales como cañones y ríos. Al norte podemos encontrar los más importantes vestigios de la civilización maya, y al oriente, rumbo a la frontera con Guatemala, imponentes reservas naturales selváticas.
Las ciudades coloniales atraen a un importante número de turistas al año. Las más importantes incluyen San Cristóbal de las Casas, Chiapa de Corzo, Comitán de Domínguez, Ocosingo, Tecpatán, Copainalá, Teopisca, Tonalá y Acala. La línea costera representa un atractivo turístico: las playas de Puerto Arista, Boca del cielo, Las Gaviotas y Playa Linda.
El estado de Chiapas atrae a miles de turistas. Gran parte de esta intensa derrama se debe a las iglesias intactas de la época virreinal, riqueza natural y cultural del estado y diversos pueblos coloniales con arquitectura antigua.

### Ciudades coloniales
Chiapas posee diversas ciudades coloniales en las que es posible admirar obras arquitectónicas de la época virreinal. Entre estas, cabe destacar tres localidades por su importancia histórica y turística, a saber:
1. Chiapa de Corzo.
2. Comitán de Domínguez.
3. San Cristóbal de las Casas.

### Zonas arqueológicas
El Instituto Nacional de Antropología e Historia (INAH) tiene bajo su resguardo un total de diez sitios arqueológicos en Chiapas.
1. Bonampak.
2. Chiapa de Corzo.
3. Chinkultik.
4. Iglesia Vieja.
5. Izapa.
6. Lagartero.
7. Palenque.
8. Tenam Puente.
9. Toniná.
10. Yaxchilán.

| Zonas arqueológicas de Chiapas |                 |            |
|                                |                 |            |
| Bonampak                       | Chiapa de Corzo | Chinkultic |
|                                |                 |            |
| Iglesia Vieja                  | Izapa           | Lagartero  |
|                                |                 |            |
| Palenque                       | Tenam Puente    | Toniná     |
|                                |                 |            |
|                                | Yaxchilán       |            |

### Áreas naturales
Chiapas cuenta con diversas áreas naturales que albergan formaciones hidrológicas (ríos, cascadas, lagos) y orográficas (cañones, grutas, volcanes).
- Arco del Tiempo.
- Cañón del Sumidero, en el parque nacional Cañón del Sumidero.
- Cascadas de Agua Azul, en Zona de Protección Forestal y Refugio de Fauna Silvestre Cascadas de Agua Azul.
- Cascadas El Chiflón
- Cascadas Las Nubes.
- Cascada de Misol-Ha.

- Gruta del Mamut.
- Lagos de Montebello, en parque nacional Lagunas de Montebello.
- Lagos de Colón.
- Laguna Miramar.
- Laguna Verde.
- Selva Lacandona.
- Selva El Ocote, en Reserva de la Biosfera Selva del Ocote.
- Sima de las Cotorras.

- Volcán Tacaná.
- Volcán Chichonal.

### Museos

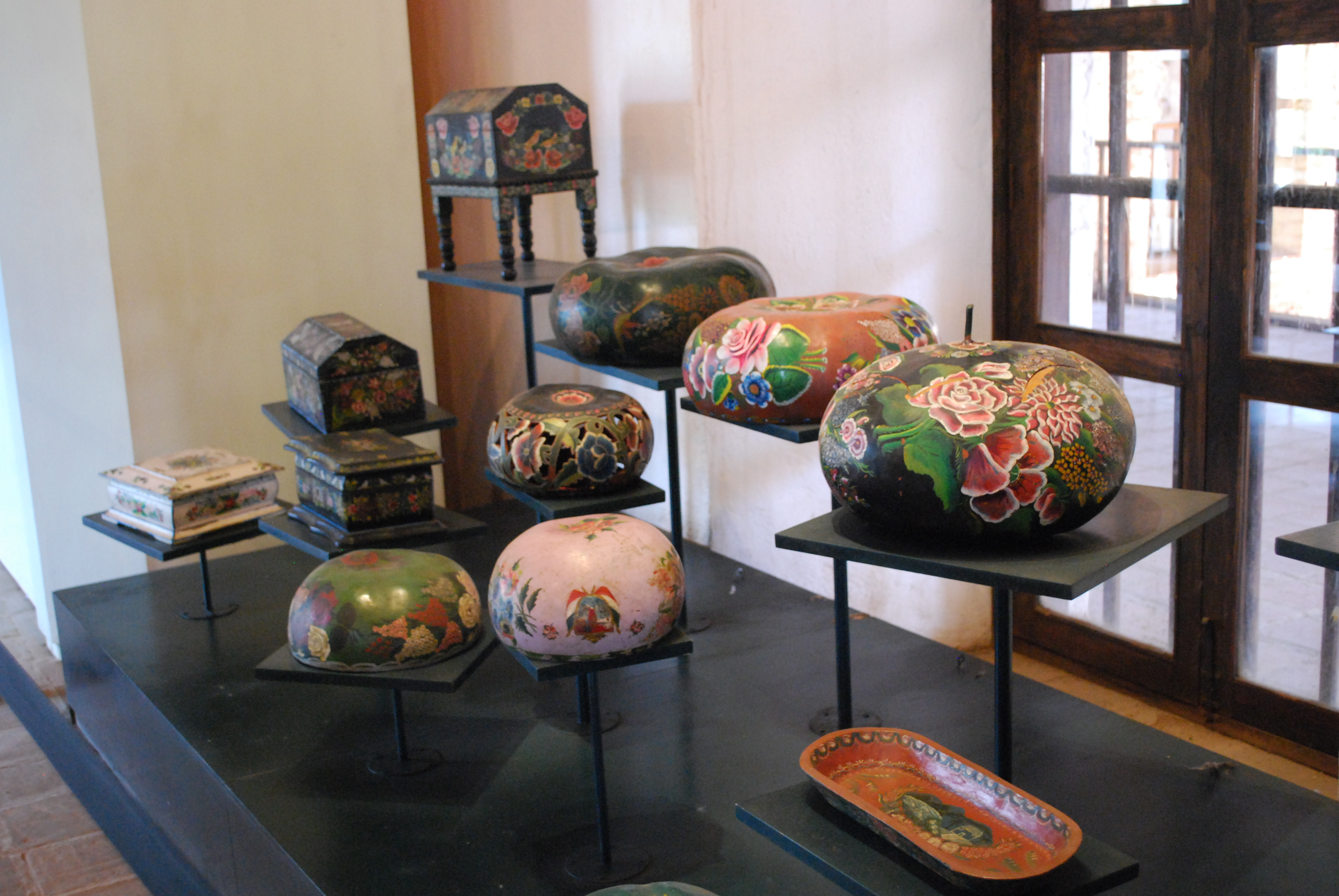
Exhibición de cuencos y jícaras lacadas en el museo de Santo Domingo.

Existe una gran variedad de museos alrededor del estado así como centros culturales en cada una de las poblaciones de la entidad. Los principales museos se encuentran en las ciudades de San Cristóbal de las Casas, Comitán de Domínguez, Tuxtla Gutiérrez, Tapachula y Chiapa de Corzo. Los más importantes incluyen el Museo de Ciencia y Tecnología de Chiapas (MUCH), Museo de la Medicina Maya, Museo Regional de Antropología e Historia, centro cultural Rosario Castellanos, Museo de la Ciudad de Tuxtla Gutiérrez, Museo del Café, Museo de sitio de Toniná y Museo de Paleontología Eliseo Palacios.

## Ubicación geográfica
| Noroeste: Veracruz, México     | Norte: Tabasco, México    | Nordeste: El Petén, Guatemala                                                      |
| Oeste: Oaxaca, México          |                           | Este: Huehuetenango, Guatemala · El Quiché, Guatemala                              |
| Suroeste: Golfo de Tehuantepec | Sur: Golfo de Tehuantepec | Sureste: San Marcos, Guatemala · Quetzaltenango, Guatemala · Retalhuleu, Guatemala |